# Argentina ved vinter-PL 2018
Argentina konkurrere ved vinter-PL 2018  i Pyeongchang, Sydkorea i perioden 9.-18. marts 2018. Holdet bestod af Carles Codina og Enrique Plantey. Codina konkurrerede i para-snowboarding. Plantey konkurrerede i para-alpine skiløb.

## Medaljer
| 2018 Pyeongchang | Guld | Sølv | Bronze | Total |
| Argentina        | 0    | 0    | 0      | 0     |